# Onde vais rio que eu canto
Onde vais rio que eu canto é uma canção portuguesa.  Tem letra de Joaquim Pedro Gonçalves e composição de Carlos Nóbrega e Sousa. Foi a canção vencedora do VII Grande Prémio TV da Canção, no Festival RTP da Canção 1970, com interpretação de Sérgio Borges, orquestração de Joaquim Luís Gomes e acompanhamento pela Orquestra Ligeira da Emissora Nacional dirigida por Jorge Costa Pinto, conseguindo uma classificação de 86 pontos.
Sérgio Borges, então uma das novas vozes da canção portuguesa, sendo o mais jovem intérprete, embora com alguma experiência, derrotou outros temas da nova geração ascendente de autores e intérpretes, entre os quais Paulo de Carvalho, Fernando Tordo e Duarte Mendes, assim como o poeta Ary dos Santos. A canção foi também a preferida do público nessa edição do festival.

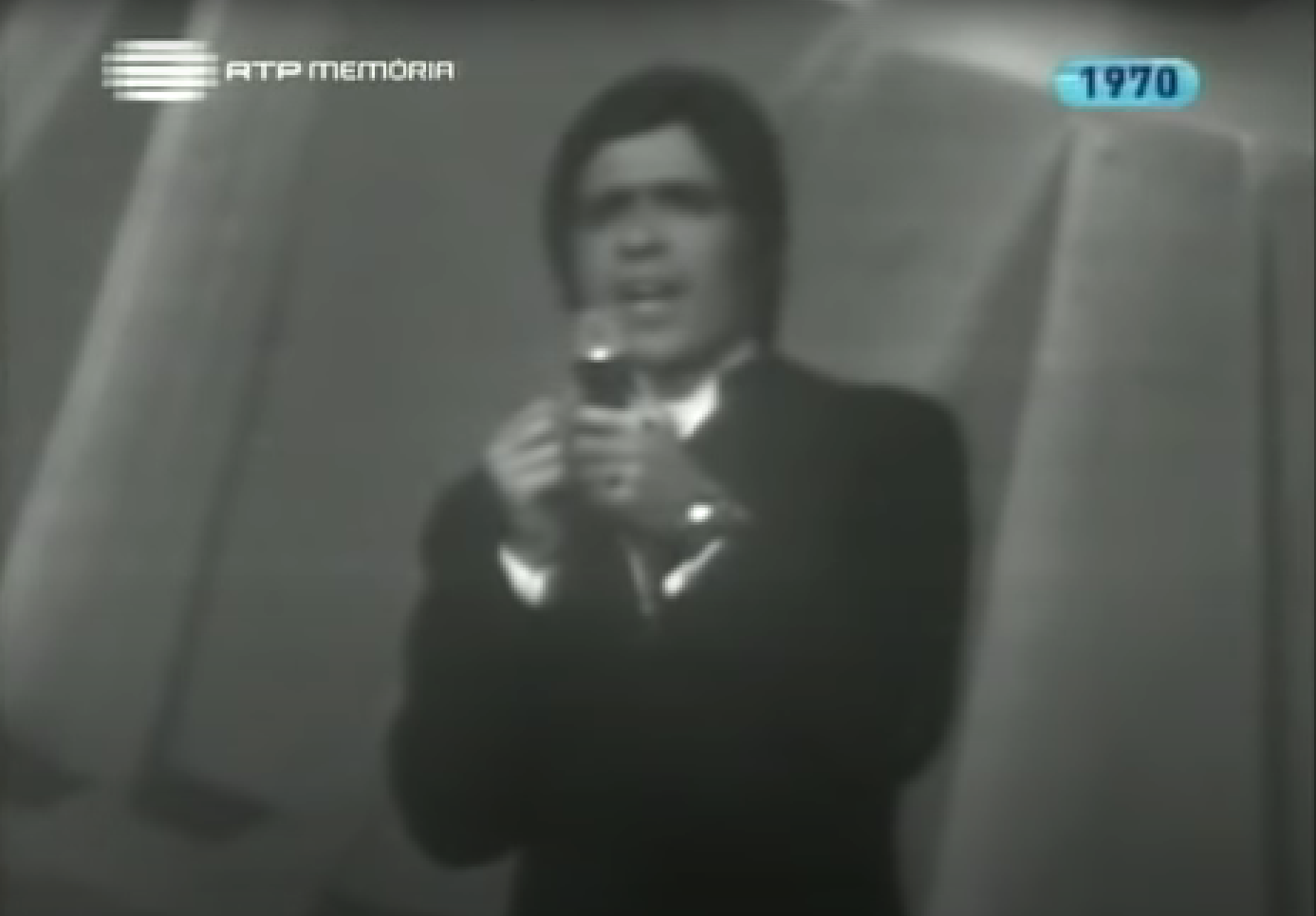
Sérgio Borges interpretando "Onde vais rio que eu canto", Festival RTP da Canção 1970

Apesar de vencedora, a música não concorreu ao Festival Eurovisão da Canção, sendo esta a única edição do Festival RTP da Canção que não levou o vencedor à final internacional. Portugal decidiu não participar no Festival Eurovisão da Canção 1970, em protesto contra a alegada viciação de votos ocorrida na edição anterior,  na qual Simone de Oliveira com a canção ‘Desfolhada’, sendo uma das favoritas, ficara em penúltimo lugar. Também Noruega, Suécia e Finlândia decidiram ficar fora da mesma edição em protesto pelos resultados, em particular o empate entre as quatro canções finalistas.
Impossibilitado de se apresentar na Eurovisão, Sérgio Borges participou entre 20 e 22 de novembro de 1970 no 1º Festival Internacional da Canção Popular de Tóquio, no Japão, organizado pela Yamaha Foundation for Music Education, acompanhado pela Orquestra Sinfónica de Tóquio.

## Letra e música
A canção foi descrita na época por repórteres como uma melodia tradicional com roupagens modernas, juntando o arranjo moderno de Nóbrega e Sousa à poética mais austera de Joaquim Pedro Gonçalves.
A letra foi escrita por Joaquim Pedro Gonçalves no intervalo das aulas de Filologia Românica, no bar da Faculdade de Letras da Universidade de Lisboa, num ambiente agitado aumentado ainda por uma reunião de estudantes. Segundo o autor, “Tem duas partes completamente distintas. A primeira caracterizada por um ritmo lento, até nas palavras, e em que procurei alienar-me no ruído, na agitação que me rodeava para dar uma imagem do ambiente.” A propósito da formação académica do autor, a revista Mundo da Canção criticou o uso do termo "Onde" no título, que pelas regras gramaticais deveria ser "Aonde", alcunhando Joaquim Pedro de “o que se esqueceu de pôr o a no título da canção vencedora”.
A canção é descrita como uma espécie de marcha de clima bélico, com tom de intervenção. Toda a letra de Joaquim Pedro Gonçalves pode ser interpretada como uma série de questionamentos relacionados ao panorama político nacional de então: Para onde estava caminha o país?  - “Onde vais rio que eu canto”; deve mudar de direção  - “Quero ver teu novo Norte”; o embarque dos combatentes no Cais da Rocha de Conde de Óbidos, que não deveria levar morte, como na guerra colonial, mas, sim, vida - “Lá no cais p'ra onde vais/ Mãos de vida não de morte”; o mar como fonte de vida e paz - “Vai no mar barco à vela/ Vai de paz se abastecer/ Mais além barco veleiro/ Flor da vida vai colher”; um novo pensamento já existia no país - “Nova luz já te alumia”;e finalmente “Voa, voa ó gavião/ Sobre o mar do teu senhor/ Que no cais p'ra onde vais/ Não há raiva mas amor” - utilizando por metáfora do voo de um gavião, o mar e o cais surgem agora como representando o amor, em oposição à raiva despertada pela guerra. No mesmo sentido, e na tradição de várias das músicas vencedoras deste Festival, os versos «Nova luz já te alumia, lá no cais p’ra onde vais...» podem ser interpretados como um sinal dos ventos de mudança, em particular de uma maior liberdade nos costumes sociais, que culminariam com a Revolução de 25 de Abril, ela própria sinalizada com outro éxito vencedor do mesmo festival, E Depois do Adeus, de Paulo de Carvalho.

Não obstante, vários críticos, sobretudo os militantes da canção política,  recusaram-se a ver no tema qualquer sinal de  música de intervenção. Tito Lívio, da Mundo da Canção, em matéria publicada nas vésperas da edição de 1971 do Festival RTP da Canção, qualificou-a como "lamentável" e "condenável", "uma das piores canções" resultado de critérios "dos mais deploráveis", atribuindo esse resultado aos "júris das cidades menos desenvolvidas, onde se faz menos sentir uma renovação cultural e musical, júris ainda arraigados a formas musicais e poéticas ultrapassadas e caducas".